# Volley Tricolore Reggio Emilia 2021-2022
Questa voce raccoglie le informazioni riguardanti il Volley Tricolore Reggio Emilia nelle competizioni ufficiali della stagione 2021-2022.

## Stagione
Nella stagione 2021-22 il Volley Tricolore Reggio Emilia assume la denominazione sponsorizzata di Conad Reggio Emilia.
Partecipa per la nona volta alla Serie A2 chiudendo la regular season di campionato al quarto posto in classifica: si qualifica per i play-off promozione che vince sconfiggendo in finale il Cuneo, conquistando in questo modo la promozione in Superlega.
Per effetto del quinto posto in classifica al termine del girone di andata della regular season partecipa alla Coppa Italia di Serie A2, vincendo il torneo grazie alla vittoria in finale contro l'Olimpia Bergamo.
La vittoria nella Coppa Italia gli vale anche la qualificazione per la Supercoppa italiana di Serie A2 che perde incontrando nuovamente l'Olimpia Bergamo.

## Organigramma societario
Area direttiva
- Presidente: Giulio Bertaccini
- Vicepresidente: Azzio Santini (fino al 6 febbraio 2022)
- Amministratore delegato: Azzio Santini (dal 7 febbraio 2022)
- Direttore generale: Loris Migliari (dal 7 febbraio 2022)
- Team Manager: Piero Taddei
- Consigliere delegato settore giovanile: Massimo Davoli
- Segreteria amministrativa: Patrizia Battini
- Assistente palestra: Antonio Ratta
- Coordinatore tecnico: Piero Taddei

Area tecnica
- Allenatore: Vincenzo Mastrangelo
- Allenatore in seconda: Fabio Fanuli
- Assistente allenatore: Dante Leonardi (dal 7 febbraio 2022), Marcello Mattioli (dal 7 febbraio 2022)
- Scout man: Alessandro Mori
- Responsabile settore giovanile: Maurizio Bertolini

Area comunicazione
- Ufficio stampa: Daniele Magnani

Area marketing
- Responsabile marketing: Loris Migliari (fino al 6 febbraio 2022)
- Biglietteria: Claudia Confetti
- Responsabile abbigliamento sportivo: Morena Lugli

Area sanitaria
- Medico: Marco Poli
- Fisiterapista: Ricky Ronzoni
- Preparatore atletico: Massimiliano Rimoldi

## Rosa
| N° | Nome              | Ruolo | Data di nascita  | Nazionalità sportiva |
| -- | ----------------- | ----- | ---------------- | -------------------- |
| 1  | Matteo Zamagni    | C     | 4 agosto 1989    | Italia               |
| 2  | Mattia Catellani  | P     | 24 maggio 1999   | Italia               |
| 3  | Tim Held          | S     | 17 aprile 1998   | Italia               |
| 5  | Nicola Sesto      | C     | 11 maggio 1987   | Italia               |
| 6  | Luca Cagni        | L     | 20 maggio 2001   | Italia               |
| 7  | Simone Scopelliti | C     | 6 aprile 1994    | Italia               |
| 8  | Roberto Cominetti | S     | 20 aprile 1997   | Italia               |
| 9  | Riccardo Mian     | S     | 11 luglio 1998   | Italia               |
| 10 | Diego Cantagalli  | O     | 13 febbraio 1999 | Italia               |
| 11 | Fernando Garnica  | P     | 19 luglio 1980   | Italia               |
| 16 | Davide Morgese    | L     | 16 giugno 1996   | Italia               |
| 17 | Antonino Suraci   | O     | 5 novembre 1996  | Italia               |
| 18 | Federico Marretta | S     | 9 agosto 1990    | Italia               |

## Mercato
| Acquisti | Acquisti          | Acquisti            | Acquisti   |
| R.       | Nome              | da                  | Modalità   |
| -------- | ----------------- | ------------------- | ---------- |
| O        | Diego Cantagalli  | Impavida Ortona     | definitivo |
| S        | Roberto Cominetti | Prisma Taranto      | definitivo |
| P        | Fernando Garnica  | New Mater           | definitivo |
| S        | Tim Held          | Pineto              | definitivo |
| S        | Federico Marretta | Rinascita Lagonegro | definitivo |
| S        | Riccardo Mian     | Motta               | definitivo |
| C        | Matteo Zamagni    | Emma Villas         | definitivo |

| Cessioni | Cessioni          | Cessioni           | Cessioni   |
| R.       | Nome              | a                  | Modalità   |
| -------- | ----------------- | ------------------ | ---------- |
| O        | Giacomo Bellei    | Porto Viro         | definitivo |
| S        | Andrea Ippolito   | -                  | ritirato   |
| S        | Gianluca Loglisci | Motta              | definitivo |
| S        | Matteo Maiocchi   | Powervolley Milano | definitivo |
| C        | Andrea Mattei     | Emma Villas        | definitivo |
| P        | Riccardo Pinelli  | Emma Villas        | definitivo |
| S        | Andrej Ristić     | Stella Rossa       | definitivo |

## Risultati

### Serie A2

#### Girone di andata
| 2ª Giornata - 17 ottobre 2021 PalaBursi, Rubiera                    | Tricolore           | 3 - 0 | Emma Villas      | 25-22, 25-23, 25-19               |
| 3ª Giornata - 24 ottobre 2021 PalaGrotte, Castellana Grotte         | New Mater           | 3 - 1 | Tricolore        | 25-23, 26-24, 23-25, 25-20        |
| 4ª Giornata - 31 ottobre 2021 Palasport Villa D'Agri, Marsicovetere | Rinascita Lagonegro | 0 - 3 | Tricolore        | 21-25, 20-25, 25-27               |
| 5ª Giornata - 7 novembre 2021 PalaBursi, Rubiera                    | Tricolore           | 3 - 2 | Motta            | 19-25, 19-25, 25-20, 26-24, 16-14 |
| 6ª Giornata - 14 novembre 2021 PalaManera, Mondovì                  | Mondovì             | 3 - 2 | Tricolore        | 18-25, 32-30, 14-25, 25-18, 15-10 |
| 7ª Giornata - 21 novembre 2021 PalaBursi, Rubiera                   | Tricolore           | 1 - 3 | Porto Viro       | 19-25, 25-19, 22-25, 21-25        |
| 8ª Giornata - 28 novembre 2021 PalaSanFilippo, Brescia              | Atlantide Brescia   | 2 - 3 | Tricolore        | 23-25, 22-25, 25-21, 25-19, 8-15  |
| 9ª Giornata - 5 dicembre 2021 PalaBursi, Rubiera                    | Tricolore           | 3 - 1 | Cuneo            | 25-20, 19-25, 25-16, 25-19        |
| 10ª Giornata - 8 dicembre 2021 Palasport Comunale, Ortona           | Impavida Ortona     | 1 - 3 | Tricolore        | 23-25, 19-25, 25-22, 18-25        |
| 11ª Giornata - 12 dicembre 2021 PalaBursi, Rubiera                  | Tricolore           | 3 - 2 | Libertas Brianza | 25-20, 27-29, 25-18, 23-25, 15-10 |
| 12ª Giornata - 19 dicembre 2021 PalaParenti, Santa Croce sull'Arno  | Lupi Santa Croce    | 2 - 3 | Tricolore        | 25-17, 26-28, 25-22, 23-25, 12-15 |
| 13ª Giornata - 19 gennaio 2022 PalaBursi, Rubiera                   | Tricolore           | 1 - 3 | Olimpia Bergamo  | 23-25, 25-15, 22-25, 24-26        |

#### Girone di ritorno
| 15ª Giornata - 23 febbraio 2022 PalaMensSana, Siena                | Emma Villas      | 3 - 2 | Tricolore           | 13-25, 17-25, 25-17, 25-17, 16-14 |
| 16ª Giornata - 2 marzo 2022 PalaBursi, Rubiera                     | Tricolore        | 3 - 0 | New Mater           | 25-17, 25-22, 25-16               |
| 17ª Giornata - 23 gennaio 2022 PalaBursi, Rubiera                  | Tricolore        | 1 - 3 | Rinascita Lagonegro | 26-24, 21-25, 19-25, 23-25        |
| 18ª Giornata - 30 gennaio 2022 PalaVicentini, Caorle               | Motta            | 2 - 3 | Tricolore           | 25-21, 26-28, 25-21, 23-25, 9-15  |
| 19ª Giornata - 6 febbraio 2022 PalaBursi, Rubiera                  | Tricolore        | 3 - 0 | Mondovì             | 25-19, 25-16, 25-21               |
| 20ª Giornata - 20 febbraio 2022 Palazzetto dello Sport, Porto Viro | Porto Viro       | 2 - 3 | Tricolore           | 15-25, 25-21, 21-25, 25-20, 12-15 |
| 21ª Giornata - 27 febbraio 2022 PalaBursi, Rubiera                 | Tricolore        | 3 - 0 | Atlantide Brescia   | 25-23, 25-13, 25-17               |
| 22ª Giornata - 6 marzo 2022 PalaCastagnaretta, Cuneo               | Cuneo            | 3 - 0 | Tricolore           | 27-25, 25-23, 25-15               |
| 23ª Giornata - 13 marzo 2022 PalaBursi, Rubiera                    | Tricolore        | 3 - 0 | Impavida Ortona     | 25-21, 25-22, 26-24               |
| 24ª Giornata - 20 marzo 2022 PalaFrancescucci, Casnate con Bernate | Libertas Brianza | 0 - 3 | Tricolore           | 22-25, 22-25, 15-25               |
| 25ª Giornata - 27 marzo 2022 PalaBursi, Rubiera                    | Tricolore        | 3 - 1 | Lupi Santa Croce    | 23-25, 25-21, 25-17, 25-21        |
| 26ª Giornata - 3 aprile 2022 PalaPozzoni, Cisano Bergamasco        | Olimpia Bergamo  | 3 - 1 | Tricolore           | 25-20, 23-25, 25-20, 28-26        |

#### Play-off promozione
| Finale (gara 1) - 15 maggio 2022 PalaCastagnaretta, Cuneo                | Cuneo           | 1 - 3 | Tricolore       | 20-25, 22-25, 25-21, 18-25        |
| Finale (gara 2) - 19 maggio 2022 PalaBursi, Rubiera                      | Tricolore       | 3 - 1 | Cuneo           | 18-25, 25-17, 25-17, 25-14        |
| Finale (gara 3) - 21 maggio 2022 PalaCastagnaretta, Cuneo                | Cuneo           | 3 - 2 | Tricolore       | 25-16, 25-15, 22-25, 22-25, 15-11 |
| Finale (gara 5) - 26 maggio 2022 PalaBursi, Rubiera                      | Tricolore       | 3 - 1 | Cuneo           | 33-31, 28-26, 18-25, 25-18        |
| Quarti di finale (gara 1) - 17 aprile 2022 PalaBursi, Rubiera            | Tricolore       | 3 - 2 | New Mater       | 25-22, 23-25, 25-22, 29-31, 15-10 |
| Quarti di finale (gara 2) - 24 aprile 2022 PalaGrotte, Castellana Grotte | New Mater       | 3 - 2 | Tricolore       | 19-25, 21-25, 25-22, 28-26, 19-17 |
| Quarti di finale (gara 3) - 28 aprile 2022 PalaBursi, Rubiera            | Tricolore       | 3 - 0 | New Mater       | 25-22, 25-17, 26-24               |
| Semifinali (gara 1) - 1º maggio 2022 Palazzetto dello Sport, Bergamo     | Olimpia Bergamo | 3 - 1 | Tricolore       | 25-17, 19-25, 27-25, 25-21        |
| Semifinali (gara 2) - 8 maggio 2022 PalaBursi, Rubiera                   | Tricolore       | 3 - 2 | Olimpia Bergamo | 20-25, 25-17, 26-28, 25-23, 15-9  |
| Semifinali (gara 3) - 11 maggio 2022 Palazzetto dello Sport, Bergamo     | Olimpia Bergamo | 2 - 3 | Tricolore       | 21-25, 15-25, 25-21, 25-21, 17-19 |

### Coppa Italia di Serie A2

#### Coppa Italia
| Quarti di finale - 26 gennaio 2022 PalaParenti, Santa Croce sull'Arno | Lupi Santa Croce | 2 - 3 | Tricolore | 19-25, 25-19, 25-21, 24-26, 14-16 |
| Semifinali - 2 febbraio 2022 PalaPozzoni, Cisano Bergamasco           | Olimpia Bergamo  | 2 - 3 | Tricolore | 16-25, 20-25, 25-22, 25-21, 11-15 |
| Finale - 11 febbraio 2022 PalaCastagnaretta, Cuneo                    | Cuneo            | 1 - 3 | Tricolore | 22-25, 25-16, 22-25, 23-25        |

### Supercoppa italiana di Serie A2
| 8 aprile 2022 Palazzetto dello Sport, Bergamo | Olimpia Bergamo | 3 - 1 | Tricolore | 25-23, 25-18, 21-25, 25-21 |

## Statistiche

### Statistiche di squadra
| Competizione                    | Punti | In casa | In casa | In casa | In trasferta | In trasferta | In trasferta | Totale | Totale | Totale |
| Competizione                    | Punti | G       | V       | P       | G            | V            | P            | G      | V      | P      |
| ------------------------------- | ----- | ------- | ------- | ------- | ------------ | ------------ | ------------ | ------ | ------ | ------ |
| Serie A2                        | 44    | 17      | 14      | 3       | 17           | 9            | 8            | 34     | 23     | 11     |
| Coppa Italia di Serie A2        | -     | 0       | 0       | 0       | 3            | 3            | 0            | 3      | 3      | 0      |
| Supercoppa italiana di Serie A2 | -     | 0       | 0       | 0       | 1            | 0            | 1            | 1      | 0      | 1      |
| Totale                          | -     | 17      | 14      | 3       | 21           | 12           | 9            | 38     | 26     | 12     |

G = partite giocate; V = partite vinte; P = partite perse 

### Statistiche dei giocatori
| Giocatore     | Serie A2 | Serie A2 | Serie A2 | Serie A2 | Serie A2 | Coppa Italia di Serie A2 | Coppa Italia di Serie A2 | Coppa Italia di Serie A2 | Coppa Italia di Serie A2 | Coppa Italia di Serie A2 | Supercoppa italiana di Serie A2 | Supercoppa italiana di Serie A2 | Supercoppa italiana di Serie A2 | Supercoppa italiana di Serie A2 | Supercoppa italiana di Serie A2 | Totale | Totale | Totale | Totale | Totale |
| Giocatore     | P        | PT       | AV       | MV       | BV       | P                        | PT                       | AV                       | MV                       | BV                       | P                               | PT                              | AV                              | MV                              | BV                              | P      | PT     | AV     | MV     | BV     |
| ------------- | -------- | -------- | -------- | -------- | -------- | ------------------------ | ------------------------ | ------------------------ | ------------------------ | ------------------------ | ------------------------------- | ------------------------------- | ------------------------------- | ------------------------------- | ------------------------------- | ------ | ------ | ------ | ------ | ------ |
| L. Cagni      | 3        | 0        | 0        | 0        | 0        | 2                        | 0                        | 0                        | 0                        | 0                        | 0                               | 0                               | 0                               | 0                               | 0                               | 5      | 0      | 0      | 0      | 0      |
| D. Cantagalli | 27       | 454      | 391      | 42       | 21       | 3                        | 46                       | 39                       | 5                        | 2                        | 1                               | 12                              | 11                              | 1                               | 0                               | 31     | 512    | 441    | 48     | 23     |
| M. Catellani  | 19       | 1        | 1        | 0        | 0        | 1                        | 0                        | 0                        | 0                        | 0                        | 1                               | 0                               | 0                               | 0                               | 0                               | 21     | 1      | 1      | 0      | 0      |
| R. Cominetti  | 34       | 409      | 336      | 21       | 52       | 3                        | 55                       | 43                       | 4                        | 8                        | 1                               | 22                              | 17                              | 2                               | 3                               | 38     | 486    | 396    | 27     | 63     |
| F. Garnica    | 34       | 92       | 56       | 14       | 22       | 3                        | 9                        | 7                        | 2                        | 0                        | 1                               | 1                               | 0                               | 1                               | 0                               | 38     | 102    | 63     | 17     | 22     |
| T. Held       | 34       | 502      | 406      | 25       | 71       | 3                        | 51                       | 48                       | 3                        | 0                        | 1                               | 16                              | 12                              | 2                               | 2                               | 38     | 569    | 466    | 30     | 73     |
| F. Marretta   | 28       | 61       | 60       | 1        | 0        | 3                        | 0                        | 0                        | 0                        | 0                        | 1                               | 0                               | 0                               | 0                               | 0                               | 32     | 61     | 60     | 1      | 0      |
| R. Mian       | 34       | 85       | 63       | 5        | 17       | 3                        | 0                        | 0                        | 0                        | 0                        | 1                               | 0                               | 0                               | 0                               | 0                               | 38     | 85     | 63     | 5      | 17     |
| D. Morgese    | 34       | 0        | 0        | 0        | 0        | 3                        | 0                        | 0                        | 0                        | 0                        | 1                               | 0                               | 0                               | 0                               | 0                               | 38     | 0      | 0      | 0      | 0      |
| S. Scopelliti | 30       | 132      | 86       | 39       | 7        | 3                        | 0                        | 0                        | 0                        | 0                        | 1                               | 0                               | 0                               | 0                               | 0                               | 34     | 132    | 86     | 39     | 7      |
| N. Sesto      | 27       | 125      | 75       | 47       | 3        | 3                        | 22                       | 13                       | 8                        | 1                        | 1                               | 5                               | 3                               | 2                               | 0                               | 31     | 152    | 91     | 57     | 4      |
| A. Suraci     | 27       | 141      | 115      | 16       | 10       | 3                        | 20                       | 20                       | 0                        | 0                        | 1                               | 0                               | 0                               | 0                               | 0                               | 31     | 161    | 135    | 16     | 10     |
| M. Zamagni    | 33       | 310      | 215      | 81       | 14       | 3                        | 28                       | 19                       | 9                        | 0                        | 1                               | 7                               | 6                               | 1                               | 0                               | 37     | 345    | 240    | 91     | 14     |

P = presenze; PT = punti totali; AV = attacchi vincenti; MV = muri vincenti; BV = battute vincenti